# Chandernagore
Chandernagore (beng. চন্দননগর, Chandannagar, Chandernagar) – miasto w północno-wschodnich Indiach, w stanie Bengal Zachodni, nad rzeką Hugli. W 2001 r. miasto to na powierzchni 20 km² zamieszkiwało 150 tys. osób.
W tym mieście rozwinął się przemysł włókienniczy, maszynowy oraz meblarski.
Była posiadłość francuska, część Indii Francuskich (eksklawa), do 2 maja 1950 enklawa na terytorium Indii.